# Euselasia portentosa
Euselasia portentosa is een vlindersoort uit de familie van de prachtvlinders (Riodinidae), onderfamilie Euselasiinae.
Euselasia portentosa werd in 1927 beschreven door Stichel.